# Погребинський Олександр Петрович
Олександр Петрович Погребинський (1905 — 1979) — радянський історик, економіст.

## Життєпис
Народився 17 травня 1905 року в Чернігові у родині освітян.
З шістнадцяти років, після закінчення гімназії, викладав історію у дитячих будинках для безпритульних. У 1924 році вступив на історичне відділення факультету професійної освіти Одеського інституту народної освіти (ОІНО). Будучи студентом третього курсу ОІНО, захопившись питаннями історії,  став учасником семінару підвищеного типу з соціально-економічної історії України,  заснованого М. Слабченко для студентів випускного курсу, де під керівництвом відомого вченого почав самостійно досліджувати деякі аспекти економічної історії. По закінченню ОІНО у 1927 році продовжив самостійні дослідження у цьому напрямку і ретельно опрацьовував матеріали одеських і київських архівів. Наслідком такої плідної і наполегливої праці стали його дві перші статті, що опубліковані у «Записках Одеського при УАН наукового товариства», членом якого був. Основним же результатом наукової праці за цей час стала монографія «Столипінська реформа на Україні», яка була першою роботою, що розглянула роль економіки України кінця XIX — початку XX ст. як окремого регіону Російської імперії. Не ідеалізуючи столипінську реформу, автор віддав належну увагу особливостям економічного розвитку України та одним з перших проаналізував значення в сільському господарстві прошарку середньозабезпечених селян.
У 1931 році переїхав з Одеси до Києва, де став співробітником комісії по вивченню історії Західної Європи (керівник О. Камишан) кафедри історії Заходу (завідувач В. Бузескул) Всеукраїнської АН. Перебування у цьому місті теж було нетривалим.
Через два роки перебрався до Москви, де спочатку викладав в Інституті народного господарства ім. Г. В. Плеханова (зараз Російська економічна академія ім. Г. В. Плеханова), а потім, до останніх років життя у Московському фінансовому інституті. У 1950 році захистив дисертацію «Мобілізація промисловості царської Росії у першу світову війну» та здобув науковий ступінь доктора економічних наук, а наступного року було присвоєно вчене звання професора. Останні сім років життя сильно хворів, що завадило продовженню активного наукового та викладацького життя.
Помер 17 травня  1979 року у Москві.

## Науковий доробок
Автор майже 150 друкованих аркушів монографій, підручників, навчальних посібників та велику кількість статей, виданих в Одесі, Києві, Москві, Ленінграді, у журналах «Вопросы истории», «Исторические записки», «Октябрь», «Новый мир», «Финансы и кредит», «Советские финансы» і багатьох інших.
Наукові інтереси О. Погребинського були сконцентровані на дослідженні проблем взаємодії загальних закономірностей капіталістичного розвитку та специфічних економічних, соціальних і історичних особливостей, їх прояв у Росії в XIX — на початку XX ст.
1954 побачила світ перша його велика праця «Нариси історії фінансів дореволюційної Росії», в якій детально дослідив фінансову політику уряду в 60-90-ті рр. XIX ст., та один з її аспектів в області фінансування залізничного будівництва. При цьому, подаючи досить змістовний (якщо врахувати неминучу в умовах створення роботи ідеологізацію) загальний начерк розвитку податкового законодавства, автор фактично не висвітлював проблему діяльності органів державного фіску та її основних юридичних параметрів.
У наступній монографії «Державні фінанси царської Росії в епоху імперіалізму» присвяченій цій же проблематиці, вчений більше уваги приділяв питанням бюджету, кредитної політики, грошового обігу та обігу цінних паперів у Російській імперії.
Заслуговує уваги монографія «Державно-монополістичний капіталізм у Росії», в якій автор дав оцінку загальному економічному розвитку країни на той час.
У інших своїх працях автор також багато уваги приділяв окремим аспектам економічного життя, оренді землі на початку XX ст., системі економічного та фінансового законодавства, питанням торговельно-промислової політики тощо.

## Праці
- Аграрна справа на Україні в світлі ІІ Державної Думи // Записки Одеського наукового товариства при ВУАН. Секція соціально-історична. — № 2. — Одеса, 1928;
- До історії оренди земель у Новоросійських військових поселеннях після 1857 р. // Записки Одеського наукового товариства при ВУАН. Секція соціально-історична. — № 5. — Одеса, 1930;
- Столипінська реформа на Україні. — Одеса, 1931;
- Военно-промышленные комитеты // Исторические записки Института истории АН СССР. — Т. 11. — М., 1940;
- К истории союзов земств и городов в годы империалистической войны // Исторические записки Института истории АН СССР. — Т. 12. — М., 1941;
- Средневековый город в XI—XV веках. Стенограмма лекций. — М., 1946;
- Экономическое развитие Англии в эпоху промышленного капитализма. — М., 1947;
- Сельское хозяйство и продовольственный вопрос в России в годы первой мировой войны // Исторические записки. — № 31. — 1950;
- Строительство железных дорог в пореформенной России и финансовая политика царизма // Исторические записки Института истории АН СССР. — Т. 47. — М., 1954;
- Очерки истории финансов дореволюционной России (XIX—XX вв.). — М., 1954;
- Экономика Советской России в 1918—1920 гг. Лекции по курсу истории народного хозяйства СССР. — М., 1957;
- Государственно-монополистический капитализм в России. Очерк истории. — М., 1959;
- История народного хозяйства СССР (1917—1963 гг.) / Погребинский А. П. и др. — М., 1964;
- Государственные финансы царской России в эпоху империализма. — М., 1968;